# Parafia Podwyższenia Krzyża Świętego w Potarzycy
Parafia Podwyższenia Krzyża Świętego w Potarzycy – rzymskokatolicka parafia w Potarzycy, należy do dekanatu boreckiego archidiecezji poznańskiej. Została utworzona w 1419. Mieści się przy ulicy Wyzwolenia.